# Euroscaptor parvidens
Euroscaptor parvidens е вид бозайник от семейство Къртицови (Talpidae).

## Разпространение
Видът е разпространен във Виетнам и Китай.